# Étoile de Bessèges 2011
Der 41. Étoile de Bessèges (dt. Stern von Bessèges) war ein französisches Rad-Etappenrennen, das vom 2. bis zum 6. Februar 2011 stattfand. Es wurde in fünf Etappen über eine Gesamtdistanz von 715,2 Kilometern im französischen Département Gard rund um die Stadt Bessèges ausgetragen. Das Rennen war Teil der UCI Europe Tour 2011 und dort in die Kategorie 2.1 eingestuft.
Den Gesamtsieg sicherte sich der Franzose Anthony Ravard (Ag2r La Mondiale), der zugleich auch die Punktewertung gewann. Er verwies den italienischen Profi Marco Marcato vom niederländischen Team Vacansoleil-DCM und dessen Mannschaftskollegen Johnny Hoogerland auf die Plätze.

## Teilnehmer
Der Veranstalter UC Bességeoise lud die 17 Mannschaften ein, die auch schon am Grand Prix d’Ouverture La Marseillaise wenige Tage zuvor teilgenommen hatten. Mit dabei waren also alle international lizenzierten französischen Teams sowie zwei ausländische ProTeams. Neben einigen ausländischen Professional Continental Teams und Continental Teams erhielt auch der Klub VC La Pomme Marseille eine Wildcard.
| UCI ProTeams Katusha Team Vacansoleil-DCM Ag2r La Mondiale                                               |                                       |                                                       |                          |
| UCI Professional Continental Teams Cofidis, le Crédit en Ligne Skil-Shimano Topsport Vlaanderen-Mercator | Landbouwkrediet FDJ Bretagne-Schuller | Team Type 1-Sanofi Aventis Team Europcar Saur-Sojasun | Veranda’s Willems-Accent |
| UCI Continental Teams Big Mat-Auber 93 Roubaix Lille Métropole An Post-Sean Kelly                        | VC La Pomme Marseille                 |                                                       |                          |

## Etappen und Rennverlauf
Die erste Etappe führte das Feld über flaches Terrain um Beaucaire und Bellegarde. Nach Jérémy Roys Sieg beim Grand Prix von Marseille wenige Tage zuvor bescherte der Weißrusse Jauheni Hutarowitsch dem Team FDJ im Massensprint den nächsten Saisonsieg. Am folgenden Tag konnte Hutarowitsch allerdings nicht in den Kampf um den Tagessieg eingreifen und verlor die Gesamtführung an Anthony Ravard von Ag2r La Mondiale, der wie am Vortag Zweiter wurde. Tagessieger wurde Ravards Teamkollege Lloyd Mondory. Der Grand Prix du C.C Rhône-Cèze-Languedoc bildete die Kulisse für die dritte Etappe. Eine zehnköpfige Spitzengruppe um den neuen Gesamtführenden Johnny Hoogerland überstand die letzte Bergwertung einige Kilometer vor dem Zielstrich am besten. Samuel Dumoulin (Cofidis, le Crédit en Ligne) bejubelte den dritten französischen Tagessieg in Folge vor den späteren Gesamtzweiten und -dritten Hoogerland und Marcato.
Der vierte Tagesabschnitt wurde vom Grand Prix der Stadt Alès gebildet. Im Massensprint setzte sich Saur-Sojasun-Profi Stéphane Poulhies vor Marcato durch, Ravard sicherte sich durch Zeitgutschriften an den Zwischensprints wieder das Trikot des Führenden. Die letzte Etappe, die in Bessèges endete, sah den Sieg von Saïd Haddou im Sprint und den Gesamtsieg für Ravard, der durch die Zeitbonifikationen für Tagesrang drei und an einem Zwischensprint die Führung sogar noch ausbauen konnte, während sich Marco Marcato durch eine ebensolche Gutschrift noch auf Platz zwei des Gesamtrankings verbesserte.
| Etappe | Tag        | Start – Ziel                 | Typ         | km    | Etappensieger        | Gesamtwertung        |
| ------ | ---------- | ---------------------------- | ----------- | ----- | -------------------- | -------------------- |
| 1.     | 2. Februar | Beaucaire > Bellegarde       | Flachetappe | 143,5 | Jauheni Hutarowitsch | Jauheni Hutarowitsch |
| 2.     | 3. Februar | Nîmes > Saint Ambroix        | Flachetappe | 145,8 | Lloyd Mondory        | Anthony Ravard       |
| 3.     | 4. Februar | St. Victor La Coste > Laudun | Hügeletappe | 171,9 | Samuel Dumoulin      | Johnny Hoogerland    |
| 4.     | 5. Februar | Alès > Alès                  | Flachetappe | 147,0 | Stéphane Poulhies    | Anthony Ravard       |
| 5.     | 6. Februar | Gagnières > Bessèges         | Flachetappe | 137,9 | Saïd Haddou          | Anthony Ravard       |